# ديشموك
ديشموك (بالفارسية: دیشموک) هي مدينة تقع في إيران في Dishmok District. يقدر عدد سكانها بـ 4,053 نسمة .